# Santuário da Santíssima Trindade
O Santuário da Santíssima Trindade é uma igreja católica da cidade de Tiradentes, no Brasil, construída em estilo Barroco-Rococó e tombada em nível nacional pelo IPHAN.
Sua origem remonta à ereção de uma pequena capela pelo eremita Antônio José Fraga, cuja construção foi aprovada em 1776, sendo concluída em torno de 1781. Devido às suas pequenas dimensões, em 1798 foi resolvido erguer-se uma capela maior, tendo como administrador o tenente João Antônio de Campos, que trabalhou sobre um projeto de Manoel Victor de Jesus. As obras começaram somente em 1810, prolongando-se por quase cem anos, embora em 1822 o corpo principal da igreja já estivesse pronto. As sacristias, o consistório e parte da decoração foram realizados bem mais tarde. A capela foi elevada à condição de Santuário Diocesano em 17 de junho de 1962.
Sua planta segue o padrão barroco mais comum, com uma nave única e uma capela-mor ao fundo. A fachada é simétrica, dividida em três blocos. O do centro tem uma porta com moldura de pedra-sabão, coroada por um arco abatido, mas sua ornamentação nunca foi completa. No nível superior se abrem dois janelões com base ornamental e arco abatido no topo, entre os quais existe um medalhão com o Cordeiro de Deus em relevo. Uma cimalha dupla interrompida por um óculo circular separa o frontão, de perfil sinuoso com volutas e pináculos nas extremidades, sendo coroado por uma cruz. No centro do frontão há um relevo dentro de um círculo, com a imagem de um triângulo dentro de uma glória, representando a Santíssima Trindade. Os dois volumes laterais da fachada possuem arcos redondos e vazados no topo, servindo como campanários. Sobre eles o desenho do frontão continua, arrematado com volutas e pináculos.
Seu interior tem uma decoração singela. A capela-mor conta com um retábulo muito simples, constituído apenas por um grande nicho em arco redondo com um pedestal escalonado e discreta talha recortada como moldura, em cujo topo está entronizada uma rara imagem do Pai Eterno em trajes papais. Nas laterais dois outros nichos menores são cobertos de baldaquinos. O teto da capela mostra uma pintura da Trindade e a fachada do retábulo tem uma pintura floral policroma. Grandes painéis com cenas ao gosto popular decoram suas paredes laterais. Os dois altares do arco cruzeiro também possuem um estilo popular com talha discreta e policroma. Decoram as paredes da nave oito grandes estandartes pintados em 1785 com figuras de Doutores da Igreja e as cenas da Anunciação, Natividade, Epifania e Ascensão de Cristo. Centro de uma grande devoção, o Santuário mantém uma sala de milagres que recolhe ex-votos dos fiéis.